# 卡伦·撒切尔
卡伦·撒切尔（英語：Karen Thatcher，1984年2月29日—），布林莫爾人，美國女子冰球運動員，司職前鋒，2006年獲得普洛威顿斯学院生物學專業學士學位。她曾隨美國國家女子冰球隊參加2010年冬季奧林匹克運動會，結果隊伍獲得銀牌。她也曾兩次獲得世界女子冰球錦標賽冠軍。